# Афанасьев, Борис Владимирович

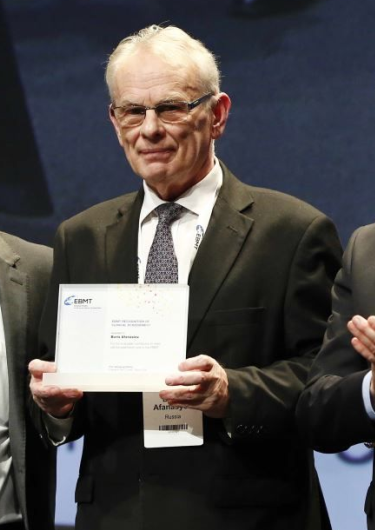
Награждение EBMT Лиссабон 2018

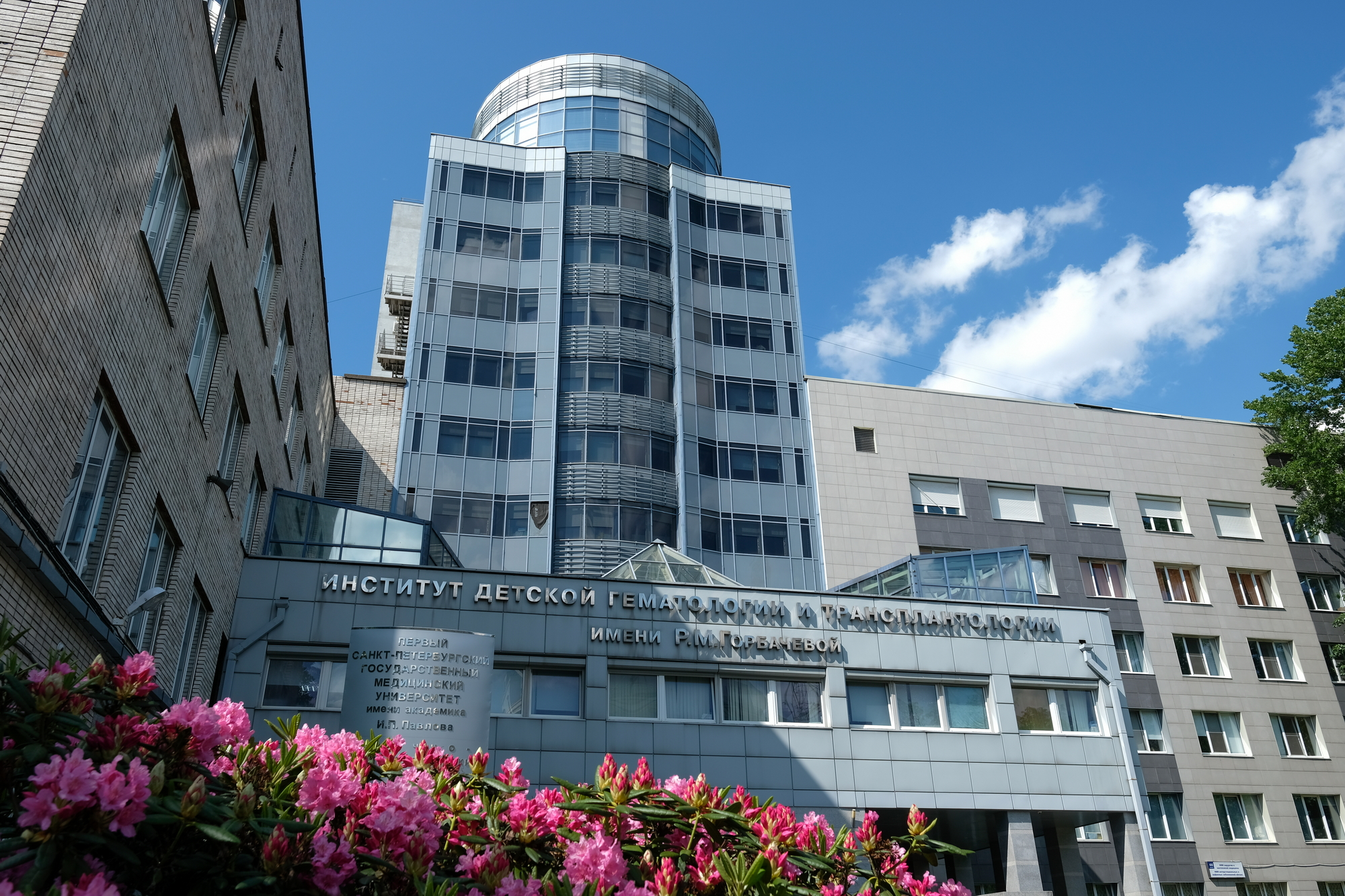
Институт детской гематологии и трансплантологии имени Р. М. Горбачёвой

Бори́с Влади́мирович Афана́сьев (28 августа 1947 — 16 марта 2020, Санкт-Петербург) — советский, российский врач-гематолог, доктор медицинских наук, профессор; заведующий кафедрой гематологии, трансфузиологии и трансплантологии факультета послевузовского образования  ГБОУ ВПО «Первый Санкт-Петербургский государственный медицинский университет имени академика И.П. Павлова» Минздрава России,  заслуженный врач Российской федерации,  директор Института детской гематологии и трансплантологии имени Р. М. Горбачёвой и ПСПбГМУ имени академика И. П. Павлова.

## Биография
В 1965 году поступил в 1-й Ленинградский медицинский институт имени академика И. П. Павлова (1ЛМИ) (в настоящее время Первый Санкт-Петербургский государственный медицинский университет имени академика И.П.Павлова), который окончил в 1971 году по специальности лечебное дело.
Со студенческих лет проявлял интерес к гематологии, являвшейся в то время  основным научным направлением кафедры факультетской терапии 1ЛМИ.  После окончания института как врач прошёл путь от клинического ординатора, больничного ординатора, заведующего одним из первых гематологических отделений, одновременно обучался в аспирантуре. Наряду с практической работой, отличительной особенностью Афанасьева Б.В. являлась  увлеченность научно – исследовательской деятельностью.   
Ступени формирования учёного, объём научных исследований и  вклад  Афанасьева Б.В.  в решение фундаментальных задач отечественной гематологии, онкологии и трансплантации костного мозга  отражены в соответствующих этапах. В 1977 году  защитил кандидатскую диссертацию на тему: «Метод  клонирования гемопоэтических стволовых клеток, изучение колониестимулирующей способности клеток костного мозга и крови гематологически здоровых лиц и больных с различными нейтропеническими состояниями», в 1983 году докторскую диссертацию «Грануломоноцитопоэз при остром лейкозе и бластном кризе», в 1987 году стал руководителем первого в стране отделения трансплантации костного мозга для онкологических заболеваний в НИИ онкологии им. проф. Н. Н. Петрова МЗ СССР.
С 1997 года директор Центра гематологии,  с 2000 года – директор Клиники трансплантации костного мозга Первого Санкт-Петербургского государственного университета им. акад. И. П. Павлова, с 2007 года – директор НИИ детской онкологии, гематологии и трансплантологии им. Р. М. Горбачёвой. В 2003 году возглавил в университете  первую в стране кафедру гематологии, трансфузиологии и трансплантологии факультета послевузовского образования университета по подготовке специалистов в области трансплантации костного мозга.
Афанасьев Б.В. является основоположником нескольких научных направлений в гематологии, онкологии, иммунотерапии злокачественных заболеваний системы крови и солидных опухолей, трансплантационной иммунологии, молекулярной биологии в онкологии. В начале 70-х годов им было инициировано создание одной из первых лабораторий в СССР  по изучению биологии родоначальных (стволовых) гемопоэтических клеток у больных гематологическими заболеваниями, разработан оригинальный метод культивирования кроветворных клеток костного мозга человека.  Это позволило исследовать биологию, как нормального кроветворения, так и при развитии злокачественных и незлокачественных заболеваний системы крови, что имело большое значение для изучения патогенеза, диагностики, оценки эффективности терапии и долгосрочного прогноза.
Клинико-культуральные исследования  у детей с цитопениями неясного генеза   явились основой для первой в мире публикации, посвящённой миелодиспластическому синдрому у детей (1982), существование которого до этого времени не было стратифицировано и подвергалось сомнению.
С конца 80-х годов деятельность Афанасьева Б.В. была посвящена изучению, развитию, внедрению и созданию условий для широкого применения одного из самых высокотехнологичных  методов лечения гематологических и онкологических  заболеваний пациентам – трансплантации гемопоэтических стволовых клеток. Под его руководством в 1991 году успешно проведена первая в СССР аллогенная трансплантация костного мозга у ребёнка.  В 1997 году Афанасьев  Б.В. инициировал в ПСПбГМУ им. акад. И.П. Павлова программу по внедрению в Российской Федерации трансплантации костного мозга от аллогенного неродственного донора.
В 2000 году в ПСПбГМУ Афанасьев Б.В. возглавил первую в РФ университетскую клинику трансплантации костного мозга, где на основе внедрения международных стандартов лечения были выполнены первые в стране трансплантации гемопоэтических стволовых клеток от неродственного донора у детей и взрослых с различными  злокачественными заболеваниями системы крови, наследственными заболеваниями, что практически прекратило необходимость выезда для данного метода лечения пациентов за рубеж. В последующем  организация Афанасьевым Б.В. системы доступа к международному регистру неродственных доноров и доставке трансплантата из-за рубежа расширило возможности применения данного метода лечения в других ведущих клиниках трансплантации РФ, что значительно повысило эффективность лечения пациентов со злокачественными заболеваниями.
В течение многих лет Афанасьев Б.В. работал над созданием Национального регистра неродственных доноров на основе молекулярно-биологических принципов типирования. Под руководством Афанасьева Б.В. в ПСПбГМУ создана база данных неродственных доноров, насчитывающая 20 000 потенциальных доноров, по его инициативе выполнено объединение в единую систему существующих в других регионах РФ баз данных. В настоящее время объединённая база содержит до 90 000 потенциальных доноров, что позволило сократить на 50% зависимость от зарубежных регистров неродственных доноров, значительно уменьшить затраты на поиск неродственного донора, что дало большой экономический эффект. Авторитет Афанасьева Б.В. в этой области позволил лаборатории тканевого типирования НИИ ДОГиТ им.Р.М.Горбачёвой в 2019 году получить аккредитацию Европейской ассоциации иммунологов (EFI- European Federation for Immunogenetics).
С 2007 года профессор Афанасьев Б.В. возглавлял крупнейший на Северо-западе РФ Научно-исследовательский институт детской онкологии, гематологии и трансплантологии им.Р.М.Горбачёвой (НИИ ДОГиТ) в составе ПСПбГМУ им.акад.И.П.Павлова, где осуществляется лечение детей и взрослых с гематологическими, наследственными и онкологическими заболеваниями   В настоящее время   НИИ ДОГиТ им. Р.М .Горбачёвой занимает лидирующие позиции в области трансплантации гемопоэтических стволовых клеток, является клиникой, осуществляющей самое большое количество различного вида трансплантаций гемопоэтических стволовых  у детей и взрослых в РФ, а также входит в число наиболее активных центров в Европе.
За особый вклад в развитие  трансплантации  гемопоэтических стволовых клеток  в 2018 году Афанасьев Б.В.,  единственный в РФ,  награждён Премий Клинических Достижений  от имени Европейской ассоциации по трансплантации костного мозга (EBMT).
Научная деятельность профессора Афанасьева Б.В. была многогранна, освещена в 300 научных публикациях, 6 монографиях, в том числе 2 монографии изданы за рубежом. Также Афанасьев Б.В. написал 8 глав в монографиях, посвященных злокачественным заболеваниям системы крови у детей и взрослых (лейкозы, лимфомы), является автором 1 изобретения и 3 рационализаторских предложений. Научные данные представлены в ведущих мировых изданиях.
Афанасьев Б.В. являлся постоянным членом Европейской ассоциации по трансплантации костного мозга (EBMT), участвовал в международной научной деятельности в рамках Рабочих группах по изучению острых лейкозов, осложнениям после трансплантации (реакция «трансплантат против хозяина», инфекционные), наследственным заболеваниям.
С 2003 по 2020 год   Афанасьев Б.В. возглавлял одну из первых в стране кафедр гематологии, трансфузиологии и трансплантологии факультета послевузовского  образования ПСПбГМУ им.акад. И.П. Павлова,  участвующей  в  подготовке в России специалистов в области трансплантации костного мозга, онкологии, гематологии (онкологи, гематологи, педиатры, трансфузиологи). За весь период деятельности являлся руководителем 40 кандидатских диссертаций, 10 докторских диссертаций.
В рамках научной деятельности с целью обсуждения современных проблем, связанных с лечением злокачественных заболеваний системы крови и солидных опухолей на основе современных достижений клинической и фундаментальной медицины, Афанасьевым Б.В. было инициировано проведение ежегодного симпозиума «Трансплантация гемопоэтических стволовых клеток. Генная и клеточная терапия», посвященного памяти Раисы Максимовны Горбачевой. Каждый год симпозиум собирает ученых, врачей, специалистов, в фокусе научных и клинических интересов которых находятся трансплантация гемопоэтических стволовых клеток, онкология, гематология, клеточная и генная терапия – стремительно развивающиеся направления современной медицины.  
Награды
- 2010 г. - Почетный профессор ПСПбГМУ им. акад. И.П. Павлова, Заслуженный врач Российской Федерации.
- 2015 г. - Медаль  «За заслуги перед отечественным здравоохранением».
- 2013 г. - Нагрудный знак «За вклад в развитие здравоохранения» Казахстана.
- 2018 г. - Медаль ПСПбГМУ имени академика Г.Ф. Ланга «За значительный вклад в развитие терапии»,
- Диплом Национального общества регенеративной медицины,
- Награждён многочисленными грамотами профессиональных, общественных и благотворительных организаций.